# 津承城际铁路
津承城际铁路是中国《中长期铁路网规划》的重要组成部分，也是京津冀城际铁路网的重要组成部分，亦是京哈高速铁路与京沪高速铁路的联络线。津承城际铁路分为三段推进建设，分别为天津西至北辰段、北辰至宝坻南段、宝坻南至承德段，2016年2月，津承城际铁路前期工作正式启动。津承城际铁路建成后，天津至承德的铁路行车时间将由现在的8小时19分缩短至约1小时。
宝坻至蓟州段将作为天津的市域城际铁路而先期开工建设，全长约65公里，速度目标值暂定每小时350公里，项目总投资约122.47亿元人民币。截至2020年10月，宝蓟段项目申请已完成，并逐步进行前期项目规划事项。
2021年，津承城际铁路（承德-宝坻）被列入国家十四五规划，拟于“十四五”末期启动实施。
该项目于2016年启动前期工作，在2019年6月份完成项目预可研，由于各方对线路走向方案等持不同意见，截至目前仍未通过国铁部门评审。由于该项目决策权和实施主导权归属国铁集团，近年来，虽经承德市积极呼吁、多方协调、争取支持，尽早重启项目前期工作，但由于受项目总体经济评价较差、建设资金筹措困难等原因制约，当前很难具备建设实施条件。

## 项目概况
津承城际铁路规划起自天津市中心城区天津西站，途经宝坻区、蓟州区、玉田县、遵化市至承德市承德站，规划路径全长约253公里，其中新建线路约170公里，北辰至宝坻南段已随京滨城际铁路建成通车。
建设路线推荐方案从京唐城际铁路宝坻站引出，经蓟州站、玉田西站、遵化西站、半壁山站，接入京沈高铁承德南站，并设联络线至承德站。